# Wolongia guoi
Wolongia guoi là một loài nhện trong họ Tetragnathidae.
Loài này thuộc chi Wolongia. Wolongia guoi được miêu tả năm 1997 bởi Zhu, Kim & Song.